# パイモン

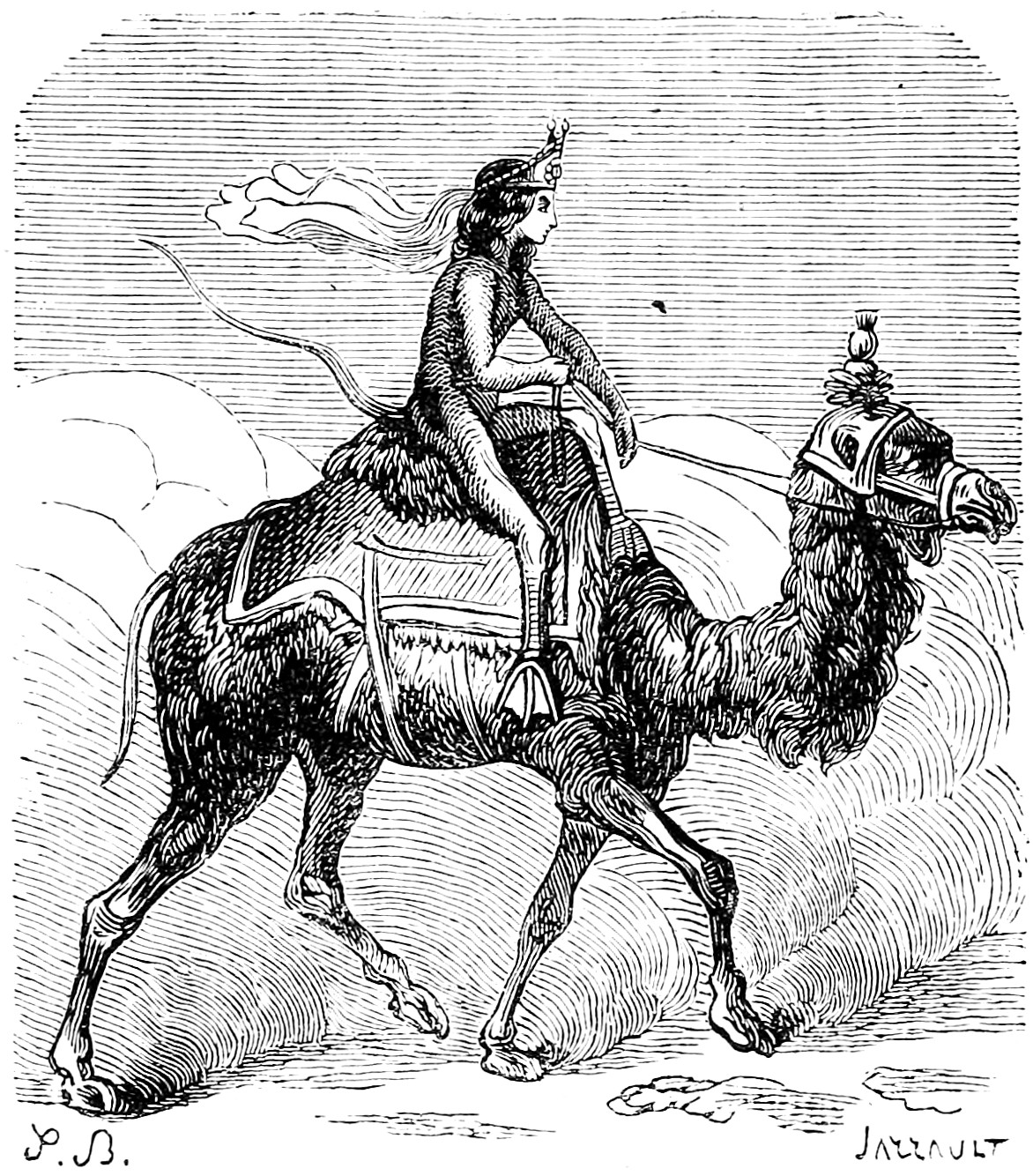
コラン・ド・プランシー著『地獄の辞典』のパイモン(Paymon)の挿絵

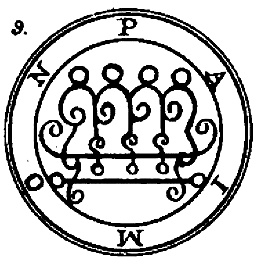
『ゴエティア』に記載されているパイモンのシジル

パイモンまたはペイモン（Paymon, Paimon）は、ヨーロッパの伝承あるいは悪魔学に登場する悪魔の1体。悪魔や精霊に関して記述した文献やグリモワールなどにその名が見られる。

## 名前
パイモニア（Paimonia）とも呼ばれる。マグレガー・メイザースは『術士アブラメリンの聖なる魔術の書』というグリモワールへの注釈で、パイモンの名はヘブライ語の"POMN"（=「チリンチリンという音」）に由来すると推測している。
アグリッパによれば、ラビ（ユダヤ教神学者）たちはパイモンをアザゼルまたはアザエルと呼んでいたという。メイザースは、アザゼルとしている。

## 各種文献における地位
イギリスで発見されたグリモワール『ゴエティア』によると、パイモンは序列9番の地獄の王である。一部は天使からなり一部は能天使からなる200の軍を率いており、ルシファーに対して他の王よりも忠実とされる。彼自身は主天使の地位にあったという。
イギリスの文筆家・政治家レジナルド・スコットが記した『妖術の開示（原題：The Discoverie of Witchcraft）』1655年版では、パイモン、バティン、バルマを呼び出し、その恩恵を受ける方法が書かれている。この書によれば、パイモンは空の軍勢に属し、座天使の位階の16位にあるという。Corban およびマルバスの配下にあるという。
ドイツの魔術師・学者ハインリヒ・コルネリウス・アグリッパの『隠秘哲学（原題：De occulta philosophia）』によれば、オリエンス、エギュン、アマイモンと並ぶ四方の王の一人であり、西方を治める。グリモワール『ホノリウスの書』では、西方の王はバイモン（Baymon）とされている。パイモンとバイモンの両者の関係は明確にはなっていない。一方、ネーデルラント出身の医師・文筆家であるヨーハン・ヴァイヤーが記した『悪魔の偽王国』では北に住まうとされている。
『術士アブラメリンの聖なる魔術の書』では8人の下位君主（Eight Sub Princes）と総称される有力な悪魔の一人である。
15世紀に記されたと考えられているグリモワール『ミュンヘン降霊術手引書』でも、女性の愛を得るための魔術の中で、他の有名な悪魔であるベリアルやアスタロトとともに呼びかけの対象として名前が挙がっているが、特に地位に関する明確な記述はない。

## 特徴
『悪魔の偽王国』および『ゴエティア』に、パイモンの姿や能力が紹介されている。以下に、これらの書に基づいて紹介する。
現れる際には、王冠を被り女性の顔をした男性の姿を取り、ひとこぶ駱駝に駕しているとされる。また、トランペットやシンバルなどの楽器を携えた精霊たちを先導として現れる。最初に現れた際にパイモンは大音声で怒号のように話すため、服従させない限り召喚者はパイモンの話を理解できないという。生贄により召喚された際には、ベバル（Bebal）とアバラム（Abalam）（またはラバル（Labal）とアバリム（Abalim））という二人の王を従え、時として25軍団の能天使たちを伴う。
人に人文学、科学、秘密などあらゆる知識を与えるといわれ、大地がどうなっているか、水の中に何が隠されているか、風がどこにいるのかすら知っているという。召喚者に地位を与え、人々を召喚者の意思に従わせる力も持つ。また良い使い魔を用意してくれるともいう。